# Gilon de Tournus
Pour les articles homonymes, voir Gilon et Geilo (homonymie).
Gilon de Tournus  aussi nommé Geilo ou Geilon, est un aristocrate franc, proche de Charles le Chauve, moine bénédictin puis abbé du monastère  de saint Philibert. Il devient évêque de Langres à la fin du IXe siècle

## Biographie
Geilon, probablement fils du comte Geilon, membre de la haute aristocratie franque sert à la cour de Louis II le Bègue nouveau roi d'Aquitaine. Quand il devient moine bénédictin et rejoint le monastère de Saint Philibert en 868 la charte dite de Geilon détaille les donations qu'il apporte, entre autres vingt et une villas en Poitou. Les moines de saint Philibert sous la pression des invasions normandes et bretonnes ont quitté leur monastère d'Herio en 836 avec les reliques de leur saint patron et commencé leur pérégrination. Après une station à Deas, ils sont contraints de venir rechercher les reliques en 858 pour les transporter à Cunault qui leur a été concédé dès 845. Toujours sous la pression des normands qui remontent la Loire au moment où Geilon rejoint le groupe monastique les reliques sont transportées à Messais et les moines probablement scindés en plusieurs groupes toujours liés entre eux.
Nommé Abbé de sainte Marie et de saint Philibert, le document l'attestant est daté du 29 janvier 870, il recherche une destination définitive pour les reliques et sa communauté. Un flabellum liturgique, dit flabellum de Tournus, daté de 870, aujourd'hui exposé à Florence, évoque différentes étapes de la pérégrination de la congrégation.
Par une démarche personnelle à la cour du roi, il obtient de Charles II le Chauve le monastère de Saint Valérien à Tournus. La dotation du roi, confirmée par un diplôme d'une particulière solennité va bien au-delà : sur le plan territorial au monastère sont associés le castrum la villa, les paroisses autour, plusieurs domaines proches ou éloignés en particulier en Lotharingie et dans le sud autour de Lyon et de Vienne, le privilège d'Immunité et de nombreux avantages économiques, large exemption de tonlieu ainsi que la perception des droits du marché de la Saint Philibert. Tous ces avantages obtenus par Geilon montrent l'intention de se fixer durablement à Tournus et servent la politique du roi carolingien. Ces donations et privilèges sont confirmés par le pape Jean VIII un an plus tard. Le monastère de Sainte Marie Saint Philbert et Saint Valérien devient alors la tête d'un réseau monastique incluant les différentes donations faites par le pouvoir carolingien au cours des pérégrinations. L'Abbaye de Noirmoutier, qui était au départ la maison mère, devient à partir de ce moment simple prieuré sous la dépendance de Tournus vers l'an mil.
En octobre 879, il contribue à l'élection du roi Boson de Provence au Concile de Mantaille. Il y représente l'évêque d'Autun Adalgarius ; le roi Boson est ensuite couronné par l'archevêque de Lyon Aurélien, ces deux dignitaires religieux francs deviendront chanceliers du roi.
En 880, il est nommé évêque de Langres en Lotharingie région d'origine de Boson sans pour autant quitter aussitôt l'abbatiat de Tournus. Il prend l'année suivante le parti de Carloman II qui le confirme dans son diocèse.
Il donne à l'abbaye Saint-Pierre de Bèze, en 883, des reliques de saint Prudent qu'il rapporta d'une chapelle de Narbonne en allant faire un pélérinage à Saint-Jacques-de-Compostelle. En 884 à la mort de Carloman, il contribue à remettre sur le trône Charles III le Gros.
Gilon fait reconstruire les remparts à l'arrivée des Normands et en recevra les bénéfices et le lieu nommé Chambeau, par quatre chartes reçues au Palais royal de Sélestat (Alsace), avec une frange du sol de chaque côté de celle-ci. Cette enceinte est un signe de la puissance royale, déléguée aux grands dignitaires. Parmi les bénéfices dont il jouit: les droits fiscaux et recettes des marchés annuels de Langres et Dijon et la moitié des revenus des marchés hebdomadaires de ces deux villes, ainsi que le droit de battre monnaie dans ces deux endroits.
Il participe le 18 mai 887 au synode provincial de Chalon-sur-Saône.
Présent aux assemblées de Waiblingen où Bernard, le fils de Charles est déclaré héritier, ainsi qu'à Kirchen ou Louis III l'Aveugle dit Louis de Provence, est adopté par Charles comme héritier. À la mort de Charles, il apporte son soutien à Guy III de Spolète pour le trône des Francs de l'Ouest. Sa tentative pour le faire couronner à Langres en 888, échoue.
Il meurt un 29 janvier probablement de 889 , il est inhumé à l'abbaye Saint-Pierre de Bèze.